# نينا زاكي
نينا زاكي ممثلة مصرية  يهودية ظهرت في نهاية الثلاثينيات وأدت بعض الأدوار الثانوية  في خمسة أفلام (الفترة من 1938 – 1942) إلا أنها كانت ملفتة للنظر. كانت نينا زاكي عضوة في فرقة الفنان الكبير «علي الكسار»  وقد شارك في هذه الفرقة أكثر من ممثلة يهودية مثل زكية إبراهيم وبهيجة المهدي.

## قائمة أفلامها
فيلم «شيء من لا شيء» للمخرج أحمد بدرخان عام 1938
فيلم «في ليلة ممطرة» للمخرج توجو مزراحي عام 1939
فيلم «سلفني 3 جنيه» للمخرج توجو مزراحي عام 1939
فيلم «قلب المرأة» للمخرج توجو مزراحي عام 1940
فيلم «على مسرح الحياة» للمخرج أحمد بدرخان عام 1942

## وصلات خارجية
- نينا زاكي على موقع الدهليز
- نينا زاكي على موقع قاعدة بيانات الأفلام العربية
- نينا زاكي على موقع قاعدة بيانات الفيلم (الإنجليزية)